# کویویل (کانزاس)
کویویل (به انگلیسی: Coyville) شهری در ایالت کانزاس کشور ایالات متحده آمریکا است که جمعیت آن در سرشماری سال ۲۰۱۰ میلادی، ۴۶ نفر بوده‌است.